# Brian Kerle
Brian Kerle, né le 29 août 1945, est un ancien joueur et entraîneur australien de basket-ball. Il évolue durant sa carrière au poste d'ailier.